# 1912 a sportban
1912 legfontosabb sporteseményei a következők voltak:

## Események
- Az FTC nyeri az magyar labdarúgó-bajnokságot (NB1). Ez a klub hetedik bajnoki címe.
- Nyári olimpiai játékok – Stockholm, Svédország
- Sigfrid Edström vezetésével megalakul a Nemzetközi Amatőr Atlétikai Szövetség (IAAF)
- Joe Dawson nyeri a 2. indianapolisi 500 mérföldes versenyt.
- Odile Defraye megnyeri az 1912-es Tour de France-t.
- 1912-es magyar gyorskorcsolya bajnokság, melynek férfi nagytávú összetett versenyét Gyurmán Dezső nyeri.[1]

## Születések
- ? – Kovács János, magyar labdarúgó († 1989)
- január 3. – Berczelly Tibor, olimpiai bajnok magyar vívó († 1990)
- január 27. – František Šterc, világbajnoki ezüstérmes csehszlovák válogatott labdarúgó († 1978)
- február 9.
  - Házi Tibor, háromszoros világbajnok magyar asztaliteniszező († 2000)
  - Radi Maznikov, bolgár válogatott labdarúgó, kapus († 1944)
  - Rudolf Vytlačil, csehszlovák válogatott labdarúgó, olimpiai és világbajnoki ezüstérmes és Európa-bajnoki bronzérmes szövetségi kapitány († 1977)
- február 11. – Rudolf Stahl, olimpiai bajnok német kézilabdázó († 1984)
- február 12. – Bodola Gyula, román és magyar válogatott labdarúgó, edző († 1992)
- február 15. – Karl Kreutzberg, olimpiai bajnok német kézilabdázó († 1977)
- február 17. – Robert Studer, olimpiai bronzérmes svájci kézilabdázó († ?)
- február 25. – Émile Allais, világbajnok francia alpesisíző († 2012)
- március 13. – Szabados Miklós, tizenötszörös világbajnok magyar asztaliteniszező († 1962)
- március 22. – Leopold Wohlrab, olimpiai ezüstérmes osztrák kézilabdázó († 1981)
- április 5. – Jéhan de Buhan, olimpiai és világbajnok francia tőr- és párbajtőrvívó († 1999)
- április 8. – Sonja Henie, norvég műkorcsolyázó († 1969)
- május 7. – Albert József, magyar labdarúgó, edző († 1994)
- május 25. – Isidro Lángara, spanyol és baszk válogatott labdarúgócsatár, edző († 1992)
- június 11. – Emil Juracka, olimpiai ezüstérmes osztrák kézilabdázó († 1944)
- június 18. – Friedrich Maurer, olimpiai ezüstérmes osztrák kézilabdázó († 1958)
- július 14. – Burkhard Gantenbein, olimpiai bronzérmes svájci kézilabdázó († 2007)
- július 17. – Kovács Pál, hatszoros olimpiai bajnok magyar vívó († 1995)
- július 28. – Willy Bandholz, olimpiai bajnok német kézilabdázó († 1999)
- augusztus 6. – Erich Schmitt, olimpiai bronzérmes svájci kézilabdázó († 1979)
- augusztus 12. – Wilhelm Baumann, olimpiai bajnok német kézilabdázó († 1990)
- szeptember 4. – Johann Zehetner, olimpiai ezüstérmes osztrák kézilabdázó († 1942)
- szeptember 7. – Renato Bizzozero, svájci válogatott labdarúgókapus († 1994)
- szeptember 16. – Sárosi György, magyar válogatott labdarúgó († 1993)
- szeptember 24. – Erland Herkenrath, olimpiai bronzérmes és világbajnoki ezüstérmes svájci kézilabdázó († 2003)
- október 3. – Giuliano Nostini, világbajnok, olimpiai ezüstérmes olasz tőrvívó († 1983)
- október 7. – Peter Walker, brit autóversenyző, az 1951-es Le Mans-i 24 órás verseny győztese, Formula–1-es pilóta († 1984)
- október 14. – Vlastimil Kopecký, világbajnoki ezüstérmes csehszlovák válogatott labdarúgó († 1967)
- október 24. – Silviu Bindea, román válogatott labdarúgó († 1992)
- október 25. – Alfred Klingler, olimpiai és világbajnok német kézilabdázó († ?)
- október 28. – Alfred Schmalzer, olimpiai ezüstérmes osztrák kézilabdázó († 1944)
- október 31. – Hermann Hansen, olimpiai és világbajnok német kézilabdázó, katona († 1944)
- november 2. – Otto Licha, olimpiai ezüstérmes osztrák kézilabdázó († 1996)
- december 13. – Jaroslav Bouček, világbajnoki ezüstérmes csehszlovák válogatott labdarúgó († 1987)
- december 20. – Max Streib, olimpiai bronzérmes svájci kézilabdázó († 1989)
- december 24. – Mezei István, Európa-bajnok magyar vízilabdázó († 1981)
- december 25. – Antal József, magyar sportvezető, egyetemi tanár († 1998)

## Halálozások
| Halálozás   | Név               | Nemzetiség, sportág, eredmények           | Születés |
| ----------- | ----------------- | ----------------------------------------- | -------- |
| február 13. | Edgar Dey         | Stanley-kupa-győztes kanadai jégkorongozó | 1883     |
| április 20. | Sam Barkley       | Amerikai baseballjátékos                  | 1858     |
| október 1.  | David Bruce-Brown | Amerikai autóversenyző                    | 1887     |